# Joseph Kittinger
Kolonel Joseph William Kittinger II (Tampa (Florida), 27 juli 1928 – Florida, 9 december 2022) was een piloot, militair officier en gepensioneerde kolonel in de United States Air Force. Hij is het meest bekend door zijn deelname aan Project Manhigh en Project Excelsior in 1960, waarbij hij het record voor langste skydive van een hoogte groter dan 31 kilometer zette. Hij is tevens de eerste man die met een luchtballon solo de Atlantische Oceaan overstak.
Tijdens de Vietnamoorlog was hij 11 maanden lang krijgsgevangene in een Noord-Vietnamese gevangenis. In 2012, op 84-jarige leeftijd, nam hij deel aan het Red Bull Stratosproject door Felix Baumgartner persoonlijk te begeleiden met de voorbereiding van Felix' recordbrekende vrije val van 39 km hoogte uit de stratosfeer. Met deze skydive werd het oude record van Kittinger verbroken.
Kittinger overleed op 94-jarige leeftijd aan de gevolgen van longkanker.

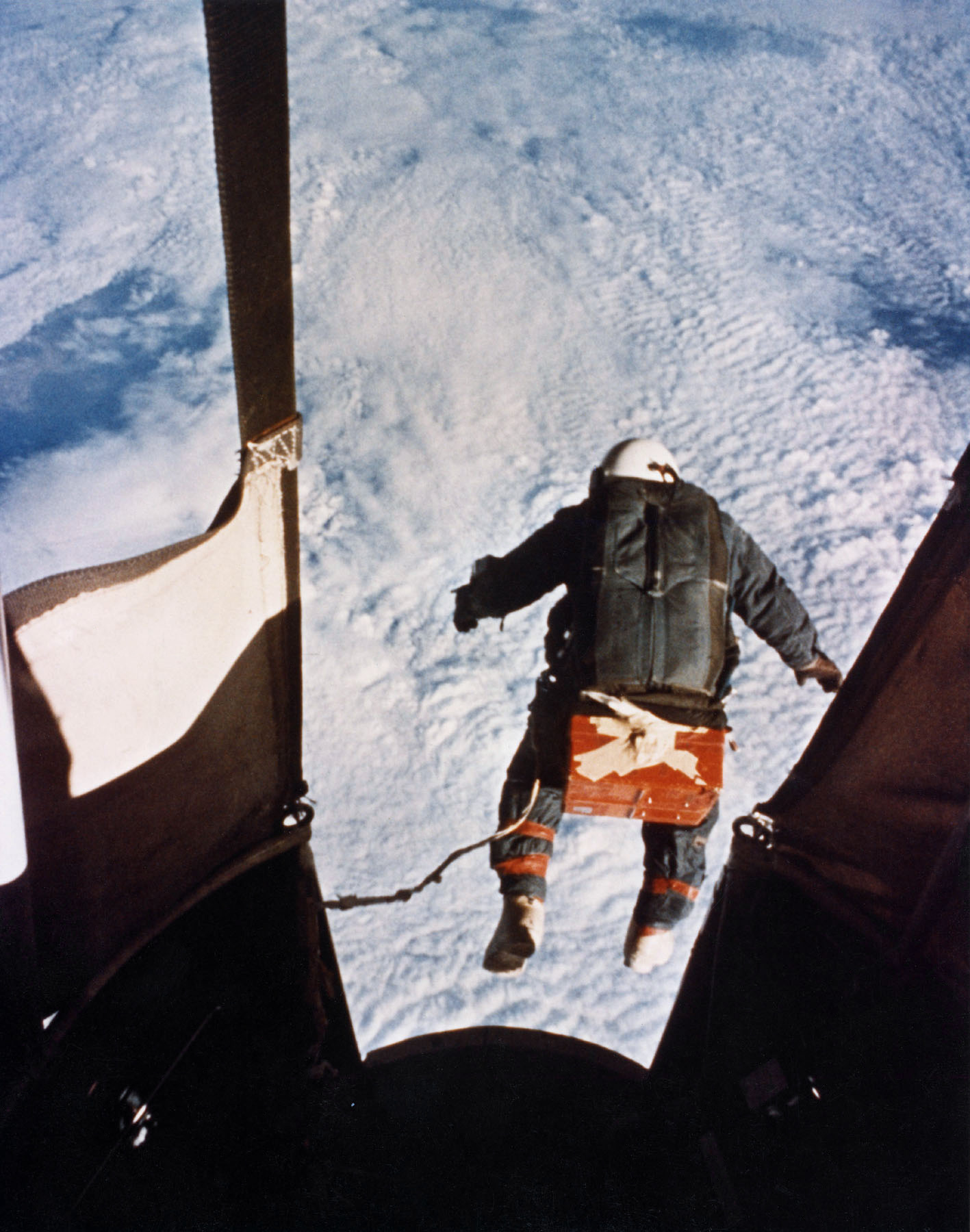
16 augustus 1960, Kittinger springt van 31.300 meter hoogte.

## Militaire loopbaan
- Captain: 1957
- Lieutenant colonel: 1972
- Colonel: 1978 (gepensioneerd)

## Onderscheidingen
- USAF Command Pilot wings
- Master Parachutist Badge
- Silver Star met Eikenloof cluster[4]
- Legion of Merit met Eikenloof cluster[4]
- Distinguished Flying Cross (2)[4]
- Distinguished Flying Cross met vier Eikenloof clusters[4]
- Bronze Star met "V" device en twee Eikenloof clusters[4]
- Meritorious Service Medal[4]
- Air Medal met 23 Eikenloof cluster[4]
- Purple Heart met Eikenloof cluster[4]
- Presidential Unit Citation[4]
- Air Force Outstanding Unit Award[4]
- Army of Occupation Medal[4]
- National Defense Service Medal[4]
- Vietnam Service Medal met zeven Service Sterren[4]
- Kruis voor Dapperheid met Palm[4]
- Republic of Vietnam Campaign Medal[4]
- Prisoner of War Medal[4]
- Harmon International Trophy (Aeronaut)[4][5] in 1959 (uitgereikt door president Eisenhower)[4]
- Aeronaut Leo Stevens Parachute Medal[4][5] in 1959 for outstanding contributions to medical research in 1960[4]
- John Jeffries Award[4][5] in 1959[6]
- Aerospace Primus Award[4][5] in 1960
- USAF Special Operations Hall of Fame[4][5]
- FAI Montgolfier Diploma[5] in 1983 en 1984[4]
- Paul Harris Fellow , Rotary International in 1985[4]
- Order of Daedalians Distinguished Achievement Award[5] in 1993[4]
- Fellow in the Society of Experimental Test Pilots[4][5]
- National Aeronautics Association Elder Statesman of Aviation Award[4][5] in 1995[4][7]
- Barnstormer of the Year Award[5] in 1996[4]
- National Aviation Hall of Fame[4] in 1997[4][7]
- International Forest for Friendship-Atchison, Kansas[4] in 1999[4]
- Wright Brothers Memorial Hall of Fame[4] in 1998[4]
- Air Force Space and Missile Pioneers Award[4] in 2000[4]
- Erelid van de Parachute Industry Association in 2010[8]
- Commandeur in de Orde van Verdienste[4][5] op 30 oktober 1984[9]
- Santos Dumont Medal, French Aero Club in 1984[4]
- Le Grande Medaille, Parijs in 1984[4]
- Revoredo Trophy, International Flight Research Corporation in 1985[4]
- Joe W. Kittinger Medal of Achievement, Board of County Commissioners, Orange County, Florida in 1984[4]
- Heroic Achievement Award, City of Orlando in 1984[4]
- Chateau de Balleroy Award in 1984[4]
- John Young Award, Kamer van Koophandel Orlando in 1985[4]
- Distinguished Achievement Award, voor Amerikaanse voormalige krijgsgevangene[4]
- Achievement Award, Wingfoot Lighter Than Air Society[4]
- W. Randolph Lovelance Award, Society of NASA Flight Surgeons in 1985[4]
- Godfrey L. Cabot Award, Aero Club of New England in 1985[4]
- Cliff Henderson Trophy op 18 juni 2013[10]
- Society of Experimental Test Pilots, Fellow in 1995[4]
- Florida Aviation Hall of Fame in 2003[4]